# Exetastes geniculosus
Exetastes geniculosus là một loài tò vò trong họ Ichneumonidae.